# فردریک دو شو
فردریک دو شو (انگلیسی: Frederik Du Chau؛ زادهٔ ۱۵ مهٔ ۱۹۶۵) یک کارگردان، فیلم‌نامه‌نویس و انیمیشن‌ساز اهل بلژیک است. وی از سال ۱۹۸۹ میلادی تاکنون مشغول فعالیت بوده‌است. وی کارگردان فیلم انیمه جستجو برای کملوت بوده است.